# Succhiando l’uva
«Succhiando l’uva» (с итал. — «Посасывая виноград») — песня, записанная итальянской певицей Миной. Её авторы Маттео Саджезе, Мино Вернаги и Дзуккеро Форначари. Песня была выпущена в качестве ведущего сингла с альбома Veleno 2002 года, дебютировав на втором месте в итальянском чарте и заняв пятнадцатое место в радиочарте.
Испанская версия песни под названием «Uvas maduras» была записана Миной в 2007 году для альбома Todavía.

## Критический приём
Франко Дзанетти из Rockol отметил, что здесь Мина более чем обычно счастлива, расслаблена, мелодична и безмятежно спокойна. Клаудио Милано из OndaRock заявил, что, хотя трек звучит как неизданная песня кавер-группы Дзуккеро, это приятное лёгкое произведение, перегруженное некоторыми вокальными излишествами. «И всё же нужно признать одну вещь… сколько самоиронии!» — добавил он.

## Варианты издания
CD -сингл
1. «Succhiando l’uva» — 4:09
2. «I’ll See You in My Dreams» (Гас Кан, Ишем Джонс) — 1:21

## Участники записи
- Мина — вокал
- Массимилиано Пани — аранжировка, клавишные, программирование, продюсирование
- Николо Фраджиле — аранжировка, клавишные, орган Хаммонда (1), фортепиано (2)
- Альфредо Голино — ударные (1)
- Джорджо Кочилово — гитара (1)
- Мауро Баллетти — обложка
- Джанни Ронко — иллюстрация
- Игнацио Морвидуччи — запись, сведение

Информация из буклета к синглу.

## Чарты
| Чарт (2002)                      | Высшая позиция |
| -------------------------------- | -------------- |
| Италия (FIMI)                    | 2              |
| Италия (Music & Media — Airplay) | 15             |